# Río Jalaur
El río Jalaur o Jalaud es un curso de agua filipino de la isla de Panay. Discurre por la provincia de Iloílo.

## Toponimia
El río puede aparecer referido con las grafías «Jalaur» y «Jalaud».

## Curso
El río discurre por la provincia de Iloílo, donde baña lugares como Passi, Leganés, Zárraga, Dumangas, Barotac Nuevo, Pototan, Dingle, San Enrique, Dueñas y Calinog. Desagua en el estrecho de Guimarás. Aparece descrito en el segundo volumen del Diccionario geográfico, estadístico, histórico de las Islas Filipinas (1851) de Manuel Buzeta Núñez y Felipe Bravo con las siguientes palabras:

JALAUD: rio de la isla de Panay, prov. de Iloilo: tiene su origen en la cord. de montes que divide esta prov. de la de Capiz, en el sitio llamado Alibonan donde se halla un corpulento árbol, al pie del cual tienen su nacimiento este rio y el de Panay. El Jalaud sigue su curso al E. y volviéndose luego al S., va á desaguar en el mar al S. O. del pueblo de Dumangas. Este rio recibe durante su curso, que es como de unas 5 leg., varios afluentes, con los cuales adquiere un caudal bastante notable, pudiendo navegar por él las pequeñas embarcaciones del pais: sus aguas se aprovechan por los pueblos de ambas orillas, ya para el riego, ya tambien para los usos domésticos; es ademas interesante por las partículas de oro que arrastra entre sus arenas, cuyas partículas se estraen por medio del lavado.
(Buzeta y Bravo, 1851, p. 115)